# Nordmarkit

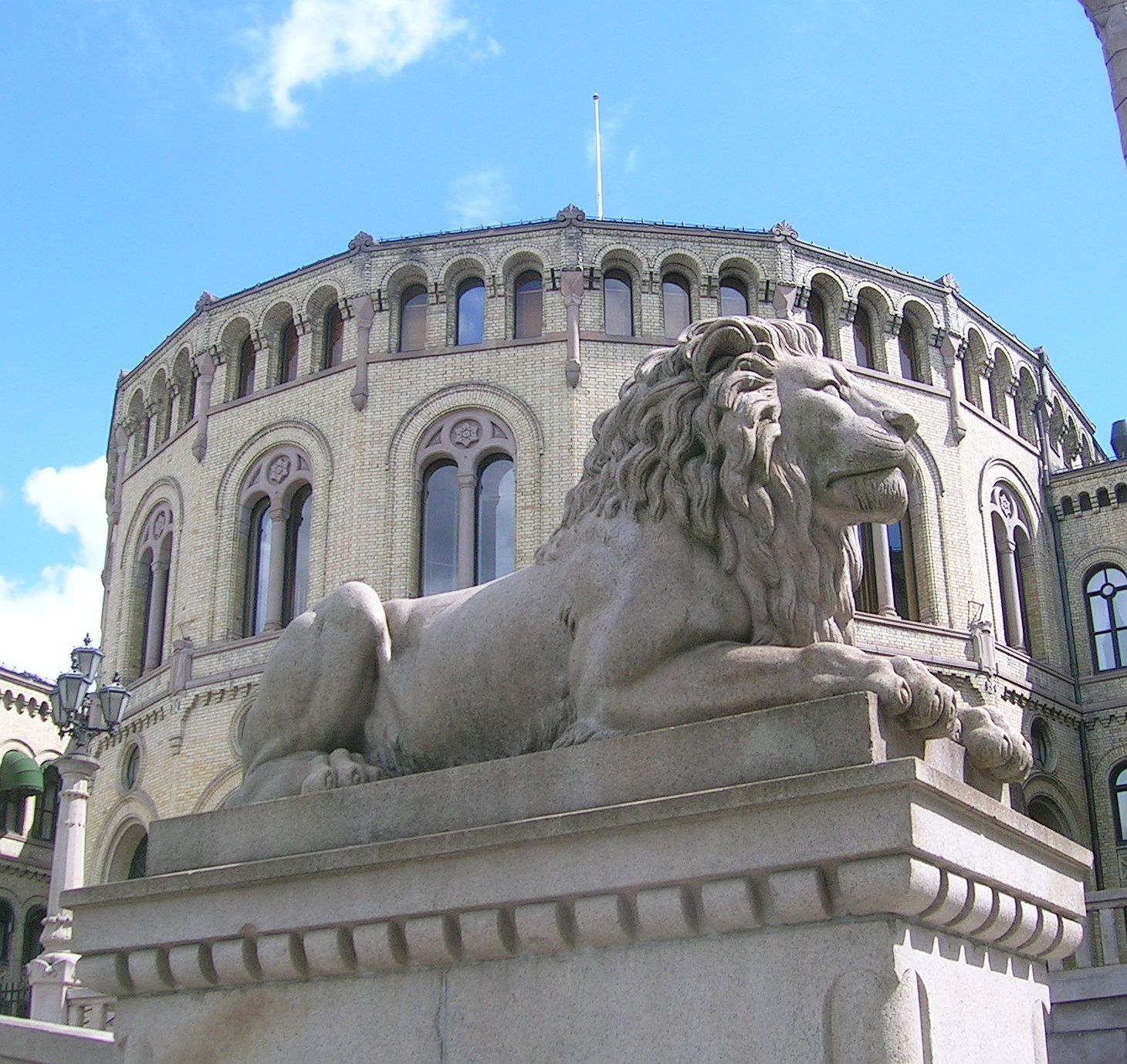
Oslo, naleziště nordmarkitu

Nordmarkit je plutonická hornina, která odpovídá alkalickoživcovému až alkalickému syenitu. Má středně až hrubozrnitou stavbu, je leukokrátní. Název je odvozen od místa nalezení – Nordmarka, severně od Osla.
Nordmarkit je šedobílý a narůžovělý. Má miarolitickou texturu a je středně až hrubě zrnitý. S rostoucím podílem křemene přechází do skupiny alkalickoživcových kvarcsyenitů až alkalickoživcových granitů.
Nordmarkit obsahuje draselné živce, mikroklin, křemen a nejvýše 10 procent biotitu, alkalické pyroxeny (egirín) a alkalické amfiboly jako riebeckit či arfvedsonit. Nordmarkit někdy obsahuje i krystaly titanitu.